# Onny
L'Onny ou River Onny est un cours d'eau du Shropshire en Angleterre. 
Il s'agit du principal affluent de la River Teme (en). 

## Étymologie
Le nom de la rivière dérive du gallois et signifie « rivière sur laquelle poussent les frênes » (gallois : onnau). 

## Description
La rivière prend sa source dans les Shropshire Hills (en), collines du centre et du sud-ouest du Shropshire à White Grit (en). Elle a deux branches, East Onny et West Onny, qui convergent à Eaton, à l'est de Lydham. La rivière coule ensuite dans une direction sud-est, à travers Craven Arms et Onibury (village auquel elle donne son nom), avant d'avoir finalement sa confluence avec la rivière Teme juste en amont de Ludlow à Bromfield. De White Grit à Bromfield, la rivière coule sur une distance de 40 km,.
La rivière Teme est elle-même un affluent de la rivière Severn, convergeant juste au sud du centre-ville de Worcester. La rivière Severn coule ensuite vers le sud-ouest et rencontre la mer au niveau du canal de Bristol.